# 火男

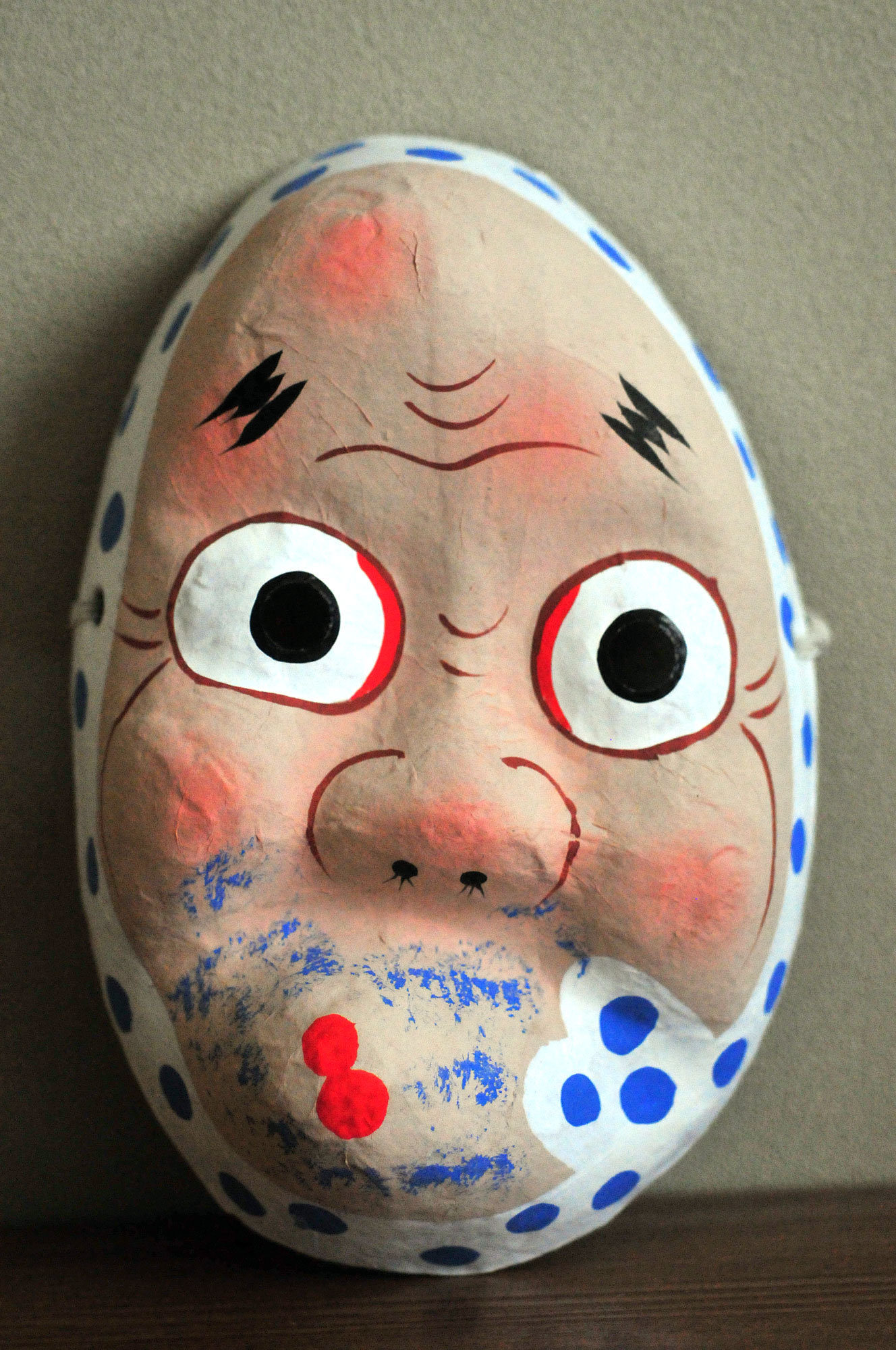
火男面具

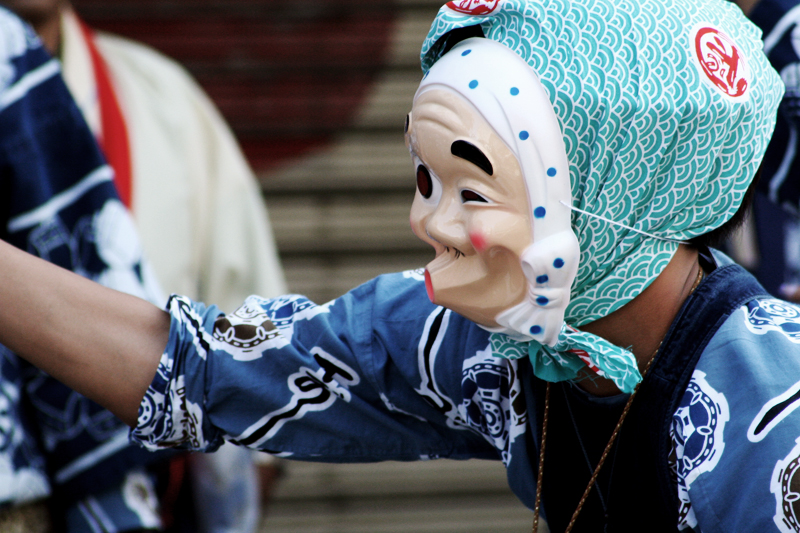
在祭典上戴著火男面具的人

火男是日本一種傳統的面具，形似中年男性，造型非常古怪滑稽，常在一些地方性的傳統祭典中使用。與火男相對的女性面具稱為阿龜（おかめ，Okame）或阿多福（お多福，Otafuku）。

## 形貌
火男面具一般會有如下特徵：
1. 短而粗的八字眉，眉尾向下彎曲。
2. 睜大的眼睛，有時是一大一小。
3. 短而大的鼻子，有時會飾以數根突出的鼻毛。
4. 一張嘟起來的吹火嘴，有時會歪向一邊。
5. 包著白底藍點花紋的頭巾，也有其他樣式，或不戴頭巾者。